# Stazione di Bellarena
La stazione di Bellarena ( in inglese britannico Bellarena railway station) è una stazione ferroviaria che fornisce servizio a Bellarena, contea di Derry, Irlanda del Nord. Attualmente l'unica linea che vi passa è la Belfast-Derry. La stazione fu aperta il 18 luglio 1853 e chiusa al traffico di merci il 4 gennaio 1965. Le costruzioni della stazione sono ad uso privato. La casa del capostazione fu rinnovata negli anni 80. 
Gli operatori ferroviari che hanno operato qui sono stati:
- 1845–1861: Londonderry and Coleraine Railway
- 1861–1903: Belfast and Northern Counties Railway
- 1903–1923: Midland Railway – Northern Counties Committee
- 1923–1948: London Midland & Scottish Railway – Northern Counties Committee
- 1948–1949: British Transport Commission, Railway Executive - Northern Counties Committee
- 1949–1968: Ulster Transport Authority
- 1968–oggi: Northern Ireland Railways

## Treni
Dal settembre 2009, da lunedì a sabato c'è un treno ogni due ore, per direzione, verso o la stazione di Belfast Great Victoria Street o quella di Londonderry, con servizi aggiuntivi durante le ore di punta. Ci sono cinque treni giornalieri per direzione durante la domenica. Tutti i servizi sono forniti dall'operatore ferroviario nordirlandese, la Northern Ireland Railways.

## Servizi ferroviari
- Belfast-Derry

## Servizi
- Biglietteria self-service
- Capolinea autolinee extraurbane
- Sottopassaggio
- Servizi igienici